# サージ・チャロフ
サージ・チャロフ（Serge Chaloff、1923年11月24日 – 1957年7月16日）は、アメリカ合衆国のジャズ・サクソフォーン奏者。ボストンの著名なピアノ教師であった母マーガレットと、ピアニストの父ジュリアスの間に生まれる。
著名なジャズ・ミュージシャンにしては珍しい楽器を選び、チャロフがバリトン・サクソフォーンを自分の楽器とするまでは、その楽器の演奏者は、デューク・エリントン楽団のハリー・カーネイしかいなかった。チャーリー・パーカーの影響を受けた最初のミュージシャンの一人であり、他のサックス奏者に先駆けてビバップ様式で演奏した。
当初チャロフは、第2期のウディ・ハーマン楽団に1947年から1949年まで属し、ズート・シムズやハービー・スチュワード、スタン・ゲッツとともに「フォー・ブラザーズ」の一人として有名になった。チャロフはボイド・レイバーンやジョージー・オールド、ジミー・ドーシー、カウント・ベイシーらとも共演し、リーダーとして録音も手懸けた。
チャロフの活動は、ヘロイン中毒のために非常に限られたものだった。薬物依存症を克服した後で脊椎に癌を患い、そのために早世した。
レーベルはストーリーヴィル、キャピトルに録音が残る。共演者はラス・フリーマン、チャーリー・マリアーノ、ディック・ツワージク、ソニー・クラーク、フィリー・ジョー・ジョーンズ等が挙げられる。

## ディスコグラフィ

### アルバム
- 『サージ・アンド・ブーツ』 - Serge and Boots (1954年、Storyville)
- 『ザ・フェイブル・オブ・メイベル』 - The Fable of Mabel (1955年、Storyville)
- 『ボストン・ブロウ・アップ!』 - Boston Blow–Up!  (1955年、Capitol)
- 『ブルー・サージ』 - Blue Serge  (1956年、Capitol)
- Metronome All-Stars 1956  (1956年、Verve)
- 『ザ・フォー・ブラザーズ トゥゲザー・アゲイン』 - The Four Brothers... Together Again!  (1957年、Vik)
- Boston 1950 (1994年、Uptown Records)

## 註釈
1. ↑  Joachim E Berendt's "The Jazz Book"